# Forty Six & 2
«Forty-Six & 2» es una canción de la banda californiana de metal progresivo Tool. Es la quinta canción de su segundo álbum de estudio Ænima y el tercer sencillo. Esta canción no cuenta con videoclip a diferencia de sus anteriores sencillos del mismo álbum Stinkfist y Ænema.
El nombre hace referencia al número de cromosomas de un ser humano. El ser humano moderno cuenta con 46 cromosomas: 44 autosomas (cromosomas no sexuales) agrupados en parejas, más 2 cromosomas (XY) que determinan el sexo, es decir, 23 pares de cromosomas por células (44&2). El título de la canción haría referencia a una idea concebida por primera vez por Carl Jung y luego expuesta por Drunvalo Melchizedek con respecto a la posibilidad de que el siguiente paso en la evolución dé como resultado la reorganización del ADN humano en 46 autosomas más los 2 cromosomas sexuales (46&2) resultando en que el ser humano tendría dos cromosomas totales más que los 46 normales. 